# Свети Йоан Богослов (Тесовище)
„Свети Йоан Богослов“ (на сръбски: Храм св. Јована Богослова) е възрожденска православна църква във вранското село Тесовище, югоизточната част на Сърбия. Част е от Вранската епархия на Сръбската православна църква.
Църквата е издигната в 1871 година, а осветена на 8 май 1872 година от архимандрит Даниил от Клиновац, Вранско, за което свидетелства надпис над южния вход.
Иконостасът е с 39 икони. Стенописите са от 1871 година от видния дебърски майстор Зафир Василков – на дървения таван е изписан Христос Вседържител, допоясна фигура, която благославя с дясната ръка, а в лявата държи отворен текст, обкръжена от четиримата евангелисти; на северната стена пред иконостаса са изписани прави фигури на Свети Трифон и Свети Симеон с подпис „В руки Зафир зограф на 1871“.
Църквата е обновена в 2004 година.